# Federación Liberal Árabe
La Federación Liberal Árabe (FLA; árabe: الاتحاد الليبرالي العربي) es una red de partidos políticos liberales, organizaciones y activistas de países árabes. Se formó en 2008 en El Cairo bajo el nombre de Red de Liberales Árabes (RLA). Wael Nawara del partido egipcio al-Ghad fue elegido como primer presidente. La red pasó a llamarse Alianza Árabe para la Libertad y la Democracia en 2011, en reacción a las connotaciones negativas que tiene el término 'liberal' en algunos países árabes. En marzo de 2016, la Alianza pasó a llamarse por su nombre actual utilizando el término 'Liberal' como identificación ideológica.
La red está afiliada a la federación Internacional Liberal y recibe el apoyo del europeo Partido ALDE, la alemana Fundación Friedrich Naumann y el VVD de Holanda.

## Liderazgo
En marzo de 2016, la FLA se reunió en capital tunecina, Túnez, para elegir nuevos líderes.
El Dr. Mahmoud Alaily del PLE (Egipto) fue elegido presidente y Mohamed Ouzzine del MP (Marruecos) fue elegido secretario general.
Antiguos líderes:
- 2008-2012: Dr. Wael Nuwwara - Partido al-Ghad - Egipto
- 2012–2016: Saed Karajeh - Foro de Pensamiento Libre - Jordania
- 2016-: Dr. Mahmoud Alaily - Partido de los Libres Egipcios - Egipto

## Miembros
Partidos políticos
 Egipto
- Partido de los Libres Egipcios
- Partido del Congreso
- Partido Egipto Libre

 Líbano
- Partido Liberal Nacional
- Movimiento del Futuro

 Marruecos
- Movimiento Popular
- Unión Constitucional

 Mauritania
- RPM-temam

 Somalia
- Partido CAHDİ

 Sudán
- Partido Liberal Democrático

 Túnez
- Afek Tounes

Otras organizaciones e individuos
 Jordania
- Foro de Pensamiento Libre
- Mohamed Arslan, exdiputado

 Palestina
- Foro de la libertad